# Youddiph
Youddiph (Maria Katz, * 1973, Moscovo, Rússia) é uma cantora russa.
Em 1994 representou o Rússia no Festival Eurovisão da Canção com a canção "Vyechnyy strannik".